# Siete dolores de María

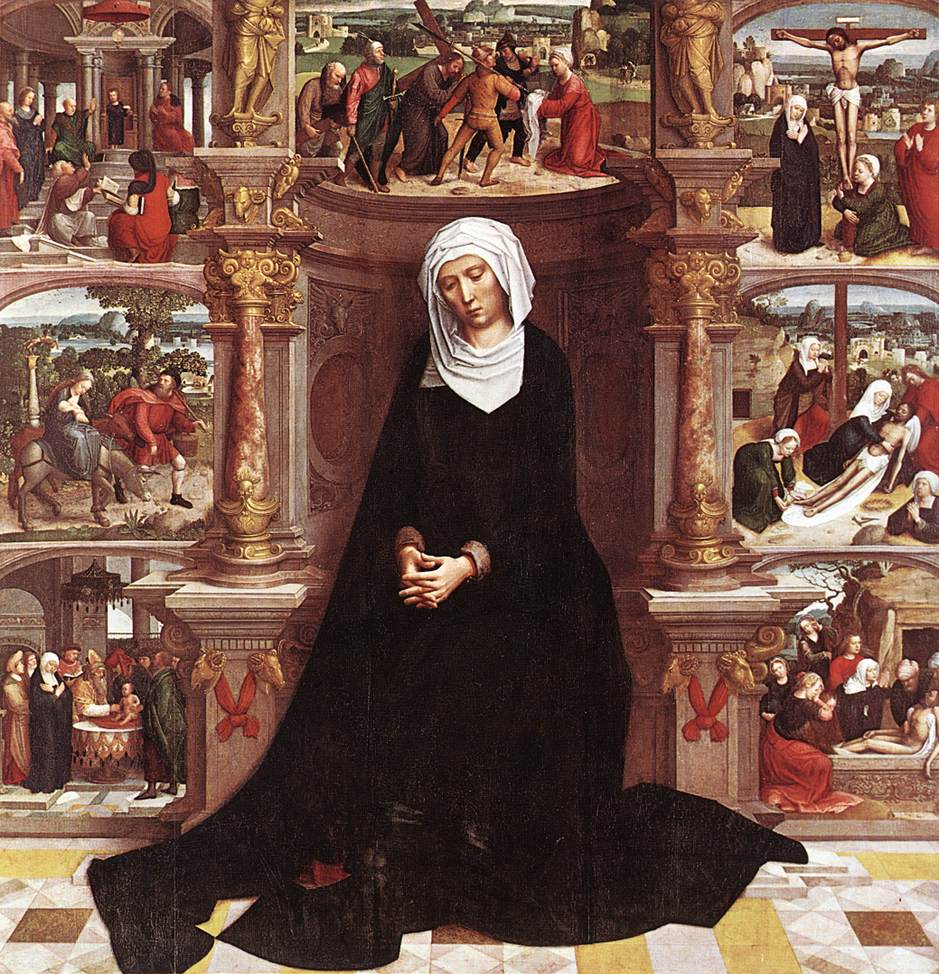
Los siete dolores de María de Adrián Isenbrandt, obra gótica en la iglesia de Nuestra Señora de Brujas, Flandes c. 1518-1535.

Los siete dolores de María son un conjunto de sucesos de la vida de la Virgen María que son una  advocación popular y se encuentran frecuentemente recogidos en el arte. Estos siete dolores no se deben confundir con los cinco misterios de dolor del Rosario.

## Los siete dolores

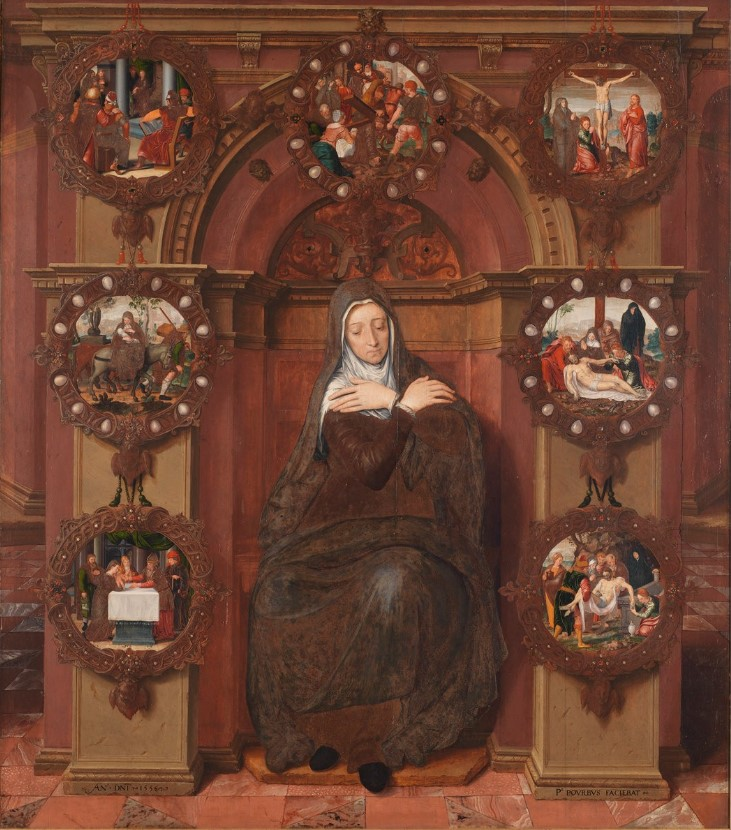
María rodeada por los siete dolores de Pieter Pourbus en la iglesia de Santiago el Mayor de Brujas, Flandes 1556.

1. La Profecía de Simeón o la Presentación de Jesús en el Templo (Evangelio de Lucas 2, 32-35)

¡Dulce Madre mía! Al presentar a Jesús en el templo, la profecía del anciano Simeón te sumergió en profundo dolor al oírle decir: "Este Niño está puesto para ruina y resurrección de muchos de Israel, y una espada traspasará tu alma". De este modo quiso el Señor mezclar tu gozo con tan triste recuerdo. Rezar Avemaría y Gloria.

2. La Huida a Egipto (Evangelio de Mateo 2, 13-15)

¡Oh Virgen querida!, quiero acompañarte en las fatigas, trabajos y sobresaltos que sufriste al huir a Egipto en compañía de San José para poner a salvo la vida del Niño Dios. Rezar Avemaría y Gloria.

3. La Pérdida del Niño Jesús en el Templo (Evangelio de Lucas 2, 43-45)

¡Virgen Inmaculada! ¿Quién podrá pasar y calcular el tormento que ocasionó la pérdida de Jesús y las lágrimas derramadas en aquellos tres largos días? Déjame, Virgen mía, que yo las recoja, las guarde en mi corazón y me sirva de holocausto y agradecimiento para contigo. Rezar Avemaría y Gloria.

4. Encuentro de María con Jesús en el Vía Crucis.

Verdaderamente, calle de la amargura fue aquella en que encontraste a Jesús tan sucio, afeado y desgarrado, cargado con la cruz que se hizo responsable de todos los pecados de los hombres, cometidos y por cometer. ¡Pobre Madre! Quiero consolarte enjugando tus lágrimas con mi amor. Rezar Avemaría y Gloria.

5. Crucifixión de Jesús (Evangelio de Juan 19, 17-39)

María, Reina de los mártires, el dolor y el amor son la fuerza que los lleva tras Jesús, ¡qué horrible tormento al contemplar la crueldad de aquellos esbirros del infierno traspasando con duros clavos los pies y manos del salvador! Todo lo sufriste por mi amor. Gracias, Madre mía, gracias. Rezar Avemaría y Gloria.

6. Descendimiento de la Cruz (Evangelio de Marcos 15, 42-46)

Jesús muerto en brazos de María. ¿Qué sentías Madre? ¿Recordabas cuando Él era pequeño y lo acurrucabas en tus brazos?. Por este dolor te pido, Madre mía, morir entre tus brazos. Rezar Avemaría y Gloria.

7. Entierro de Jesús (Evangelio de Juan 19, 40-42)

Acompañas a tu Hijo al sepulcro y debes dejarlo allí, solo. Ahora tu dolor aumenta, tienes que volver entre los hombres, los que te hemos matado al Hijo, porque Él murió por todos nuestros pecados. Y Tú nos perdonas y nos amas. Madre mía perdón, misericordia. Rezar Avemaría y Gloria.

## Representaciones artísticas
La Virgen de los Dolores, descrita como Mater Dolorosa ha sido el tema de algunos trabajos clave del arte cristiano. La Mater Dolorosa es una de las tres representaciones artísticas comunes de la Virgen de los Dolores, las otras dos son el Stabat Mater y la Pietà.
En esta iconografía, la Virgen de los Dolores está a veces simplemente representada en forma triste y angustiada por sí misma, con un rostro lleno de lágrimas y triste. En otras representaciones se presenta con siete espadas en su corazón, una referencia a la profecía de Simeón en la Presentación de Jesús en el Templo.
En Guatemala existen diferentes imágenes representando a la Virgen Dolorosa, la primera donde se pueden ver a la Virgen con las manos abiertas y la segunda donde se ve la Virgen con las manos cerradas y unidas entre sus dedos en muestra de oración; esta última le denomina "Virgen de Soledad". Cada 15 de septiembre se realizan diferentes actividades en el marco de los 7 Dolores de María Santísima con procesiones y velaciones con estas imágenes marianas.